# Cardiophorus auarita
Cardiophorus auarita là một loài bọ cánh cứng trong họ Elateridae. Loài này được Liberto & Wurst miêu tả khoa học năm 1999.